# Hatzenbühl
Hatzenbühl est une municipalité de la Verbandsgemeinde Jockgrim, dans l'arrondissement de Germersheim, en Rhénanie-Palatinat, dans l'ouest de l'Allemagne.

## Références

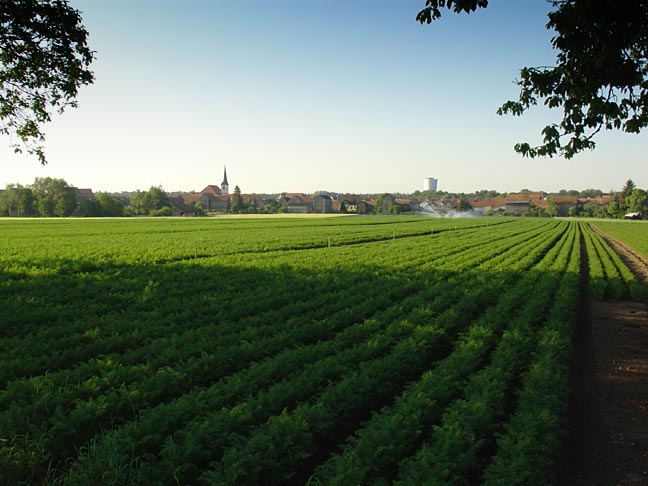
Hatzenbühl vue du nord
Localisation de Hatzenbühl dans la Verbandsgemeide et dans l'arrondissement